# Bergkirche Udenheim

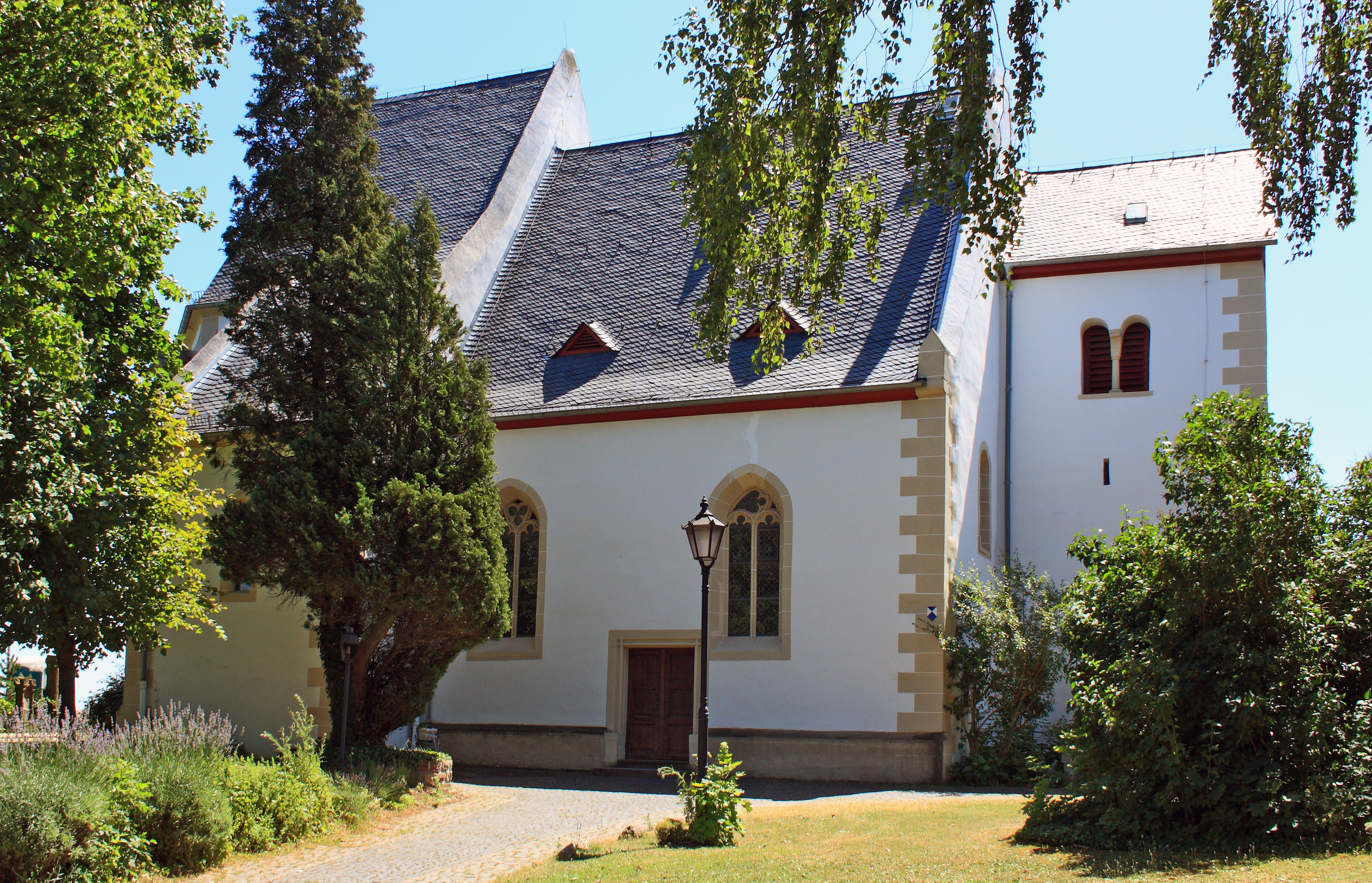
Evangelische Bergkirche

Die Bergkirche in Udenheim gehört seit dem 2. Juli 1959 der evangelischen Kirchengemeinde alleine. Zuvor gab es das 1685 zwangsweise eingeführte Simultaneum mit der katholischen Kirche. Die Kirche stand damals unter dem Patrozinium des heiligen Pankratius. Die Kirche ist in der Liste der Kulturdenkmäler in Udenheim als Kulturdenkmal aufgeführt.

## Geschichte
Im Erzbistum Mainz wird erstmals 1250 eine Pfarrei für Udenheim erwähnt. Weiteren Urkunden ist zu entnehmen, dass von 1527 bis 1685 die gesamte Gemeinde lutherisch blieb. Nach den Friedensverträgen von Münster und Osnabrück 1648 wurde 1685 das Simultaneum durch den Ortsherren Köth von Wanscheid eingeführt. Von da an fanden in der Bergkirche evangelische und katholische Gottesdienste statt, was zu schwierigen Auseinandersetzungen zwischen den Konfessionen führte.
Die weithin sichtbare, ehemals bewehrte Berganlage befindet sich auf einer ehemaligen römischen Kultstätte.

## Bauwerk
Die charakteristische Silhouette der Bergkirche zeigt, dass der Westturm niedriger, das Chordach hingegen höher als der Langhausfirst ist. Von einer dreischiffigen Basilika aus der Mitte des 13. Jahrhunderts stammen der niedrige, ungegliederte Westturm mit gekuppelten Schallarkaden und Satteldach, die Langhausnordwand, drei in der Südwand vermauerte Spitzbogenarkaden und zwei kleine, ebenfalls vermauerte Obergadenfenster darüber. Nach einem Brand erfolgte in den Jahren 1517 bis 1527, so eine Inschrift im Turm, ein durchgreifender Umbau durch bayerische Steinmetze aus dem Bautrupp des Baumeisters Jakob von Landshut, der zur damaligen Zeit in der Region tätig war. In den beiden Untergeschossen des Turmes wurden Gewölbe eingezogen (das untere mit schönem Schlussstein), das Mittelschiff und das nördliche Seitenschiff wurden zu einem zu flachgedecktem Saal zusammengezogen, das südliche Seitenschiff abgebrochen. Weiterhin erfolgte der Anbau eines neuen, netzgewölbten Chores aus zwei Jochen und dreiseitigem Schluss, mit Maßwerkfenstern und giebelgekrönten Strebepfeilern, ferner wurde eine gewölbte Sakristei hinzugefügt.
An der Langhaussüdwand findet sich der Rest einer Wandmalerei aus der Zeit um 1300, die 1960 freigelegt wurde. Das Wandgemälde zeigt Adam und Eva sowie Kain und Abel.
Bei der Kirche befindet sich ein ehemaliger Friedhof aus dem 19. Jahrhundert. Dort steht spätgotischer Bildstock aus dem 15. Jahrhundert; drei Gruppen barocker und gründerzeitlicher Grabmäler des 18. und 19. Jahrhunderts sowie ein neuklassizistisches Kriegerdenkmal für die Kriegstoten des Ersten Weltkriegs 1914–1918 aus den 1920er Jahren.

## Innenausstattung
Der Herrenstuhl und drei Bänke sind als Flachschnitzereien gearbeitet, sie bilden den Rest eines Gestühls aus der Werkstatt des Erhart Falckener aus Abensberg in Niederbayern um 1518/1520, der damals in Gau-Odernheim wohnte und unter anderem das Gestühl in der Bechtolsheimer Simultankirche und der Kiedricher Kirche schnitzte.
Der Taufstein stammt aus der Zeit um 1520. Erhalten ist der Rest eines Sakramentshäuschens. Ein Epitaph von Georg Köth von Wanscheidt († 1590). Der Sakristeischrank stammt vom Ende des 18. Jahrhunderts. Das sogenannte Udenheimer Kruzifix wurde 1962 aus der Kirche durch die Diözese Mainz angekauft. Die genaue Entstehungszeit dieses Kreuzes ist umstritten, teilweise wird es bis ins 9. Jahrhundert zurückdatiert, meist wird eine Zeit zwischen 1070 und 1140 angenommen.

## Sage
Einer Sage zufolge wurde die Kirche von einer von insgesamt drei Schwestern erbaut. Jede der drei erbten so viel Vermögen, dass zum Aufteilen der Münzen das Scheffelmaß angewandt wurde. Und alle drei beschlossen, von ihrem Erbe einen Teil für einen Kirchenbau zur Verfügung zu stellen und die Bauwerke auf Anhöhen zu errichten, so dass von jedem Gebäude zu den beiden anderen gesehen werden kann. Eine der drei Schwestern war blind, und so beschlossen die beiden anderen, sie zu übervorteilen, indem sie das Hohlmaß jedes Mal umdrehten, wenn die blinde Schwester ihren Anteil bekam. Als diese später herausbekam, dass sie übervorteilt wurde, verfluchte sie ihre beiden Schwestern, deren Kirchen sich auf dem Petersberg, St. Peter, sowie dem Nazarienberg bei Mommenheim (die 1194 erwähnt wurde) befanden, dass diese nicht für die Ewigkeit stehen bleiben sollten, beide sind während des Dreißigjährigen Krieges zerstört worden. Die von der blinden Schwester erbaute kleinere Bergkirche gibt es hingegen noch heute.

## Glockenturm

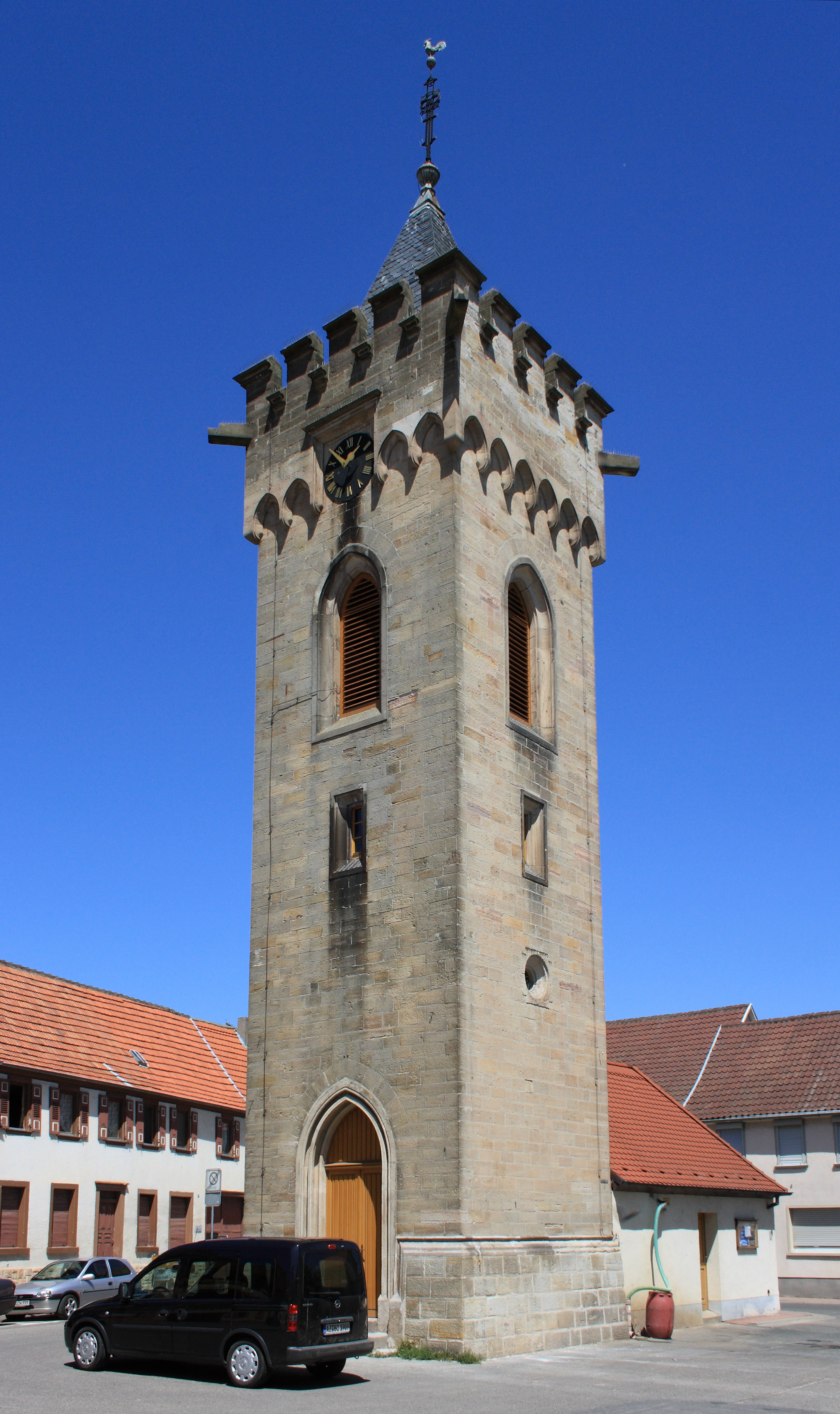
Der evangelische Glockenturm, Marktplatz 11, ist rund 450 Meter von der Kirche entfernt im Ort

Der evangelische Glockenturm ein um 1900 erbauter neugotischer Bau aus Sandsteinquadern, befindet sich rund 450 Meter von der Kirche entfernt im Dorfmittelpunkt (Marktplatz 11).
Im Februar 2014 wurde vom Landesamt für Umwelt Rheinland-Pfalz festgestellt, „dass am Tag bei polizeilichem Geläut die zulässigen Grenzwerte überschritten werden“. Demnach wurden Spitzenwerte von 86,8 Dezibel gemessen, die Grenzen liegen jedoch bei 49 Dezibel in der Nacht und 59 Dezibel am Tag. Eine Verfügung der Kreisverwaltung Alzey-Worms das Geläut einzustellen erfolgte am 26. Mai 2014.